# Lampil
Lampil (en el francés original, Pauvre Lampil y en origen Pauvre, pauvre Lampil!), es una serie de cómic humorística franco-belga creada en 1973 por el dibujante Willy Lambil para la sección Carte blanche dentro del semanario "Spirou". Se trata de una autobiografía del propio Willy Lambil en la que se autocaricaturiza presentándose como un dibujante que no logra el reconocimiento en su profesión. Contó con la colaboración del guionista Raoul Cauvin a partir de su segunda entrega.

## Creación y trayectoria editorial
Un año después de la muerte de Luis Salvérius en mayo de 1972, Willy Lambil lo reemplaza para continuar las aventuras de los Tuniques bleus como le había pedido Raoul Cauvin. La mala armonía entre estos dos autores provoca que se caricaturicen el 12 de abril de 1973, inspirándose en su relación profesional cotidiana.
A un redactor jefe de la revista no le gustaba mucho la serie, por lo que decidió terminar la misma en 1996. Dos años después, cambió de opinión debido a la demanda de los lectores. Propone entonces a sus autores que la retomen, pero Raoul Cauvin se negó porque «l'esprit n'aurait plus été le même» ( espíritu ya no podía ser el mismo).
A partir de 1977 y hasta abril de 1996 la serie se recopiló a través de Dupuis en formato álbum, de tapa blanda los tres primeros y de tapa dura los cuatro últimos. En 2011 la editorial reúne todos los álbumes en un solo volumen, Pauvre Lampil, l'intégrale, con una introducción de Thierry Martens, antiguo redactor jefe de Spirou, escrita poco antes de su muerte en junio de ese mismo año.

## Personajes
- Willy Lampil
- Raoul Cauvin
- Madame Lampil
- Charles Dupuis
- Los hijos de Lampil
- Madame Cauvin
- El carnicero
- El farmacéutico